# Fol·licle preovulatori

Esquema del cicle ovàric: En (1) hi ha la menstruació. (2) correspon a la maduració del fol·licle ovàric, que a (3) ja és madur. A (4) expulsa l'òvul mentre que el que queda del fol·licle, a (5), forma el cos luti, que es va deteriorant a (6) i és expulsat a la menstruació (1).

El fol·licle ovàric madur, fol·licle preovulatori o fol·licle de De Graaf és, d'entre les diverses centenes de milers de fol·licles ovàrics i que contenen els òvuls, la que madura a cada cicle ovàric. El fol·licle preovulatori produeix grans quantitats d'estrògens i conté un elevat nombre de receptors de l'hormona luteoestimulant. Està format per la teca externa, la teca interna, la granulosa externa, la granulosa interna, el cúmul prolíger, el líquid fol·licular i l'oòcit. Quan el fol·licle encara està en fase de desenvolupament es diu fol·licle primitiu, fol·licle primordial o fol·licle antral i quan ja és madur s'anomena fol·licle madur o fol·licle de De Graaf, entremig passa successivament pels estadis primari, secundari i terciari. El nom de De Graaf el van posar un grup de fisiòlegs en honor de l'anatomista holandès del segle xviii Regnier de Graaf, que va estudiar els òrgans sexuals dels conills i va descobrir que les femelles tenien fol·licles ovàrics.
Com a fol·licle és un petit sac que es troba a un teixit conjuntiu, en particular a la zona cortical de l'ovari, i té funció secretora. El fol·licle preovulatori conté un òvul, els teixits que l'envolten i un líquid fol·licular, amb el qual comença a omplir-se l'òvul a mesura que madura i es desplaça cap a la superfície de l'ovari i l'entrada de la trompa de Fal·lopi. A l'ovulació el fol·licle expulsa l'òvul, que surt de l'ovari a través de la trompa de Fal·lopi, i després el fol·licle preovulatori es transforma en cos luti.
Un fetus femení de vint setmanes de gestació té entre sis i set milions de fol·licles primordials. Al seu naixement, els ovaris de les dones en tenen uns dos milions i a la pubertat entre 400.000 i 500.000. A partir de la primera menstruació, mensualment, l'ovari comença a desenvolupar de 8 a 20 dels seus fol·licles, dels quals habitualment només un esdevé fol·licle madur per l'acció de l'hormona folitropina i la resta deixen de créixer per acció de la proteïna inhibina. Amb el temps, a poc a poc el nombre de fol·licles no madurats (no usats) que queden va disminuint fins que al moment de la menopausa pràcticament no en queda cap.